# Waasland

Waasland seit dem 16. Jahrhundert

Das Waasland ist eine Region im Osten der belgischen Provinz Ostflandern in der Region Flandern. In dieser Region liegen die Gemeinden Beveren, Sint-Gillis-Waas, Temse, Kruibeke und die Städte Sint-Niklaas und Lokeren. Die Hauptstadt des Waaslandes ist Sint-Niklaas. Es gab schon immer Zweifel, ob Waasmunster (Süden) und Moerbeke (Westen) zur Region Waasland gehören oder nicht.